# Климентьевка (Абайская область)
Климентьевка (каз. Климентьевка) — село в Жанасемейском районе Абайской области Казахстана. Входит в состав Новобаженовского сельского округа. Код КАТО — 632853400.

## Население
В 1999 году население села составляло 410 человек (197 мужчин и 213 женщин). По данным переписи 2009 года, в селе проживало 308 человек (151 мужчина и 157 женщин).